# Parafia św. Stanisława Biskupa w Lubatowej
Parafia św. Stanisława Biskupa w Lubatowej – parafia rzymskokatolicka, znajdująca się w archidiecezji przemyskiej, w dekanacie Miejsce Piastowe. 